# Протокол (в лучевой диагностике)
Протокол (в лучевой диагностике) - термин, объединяющий в себе разные значения.
Протокол-документ, в котором производится фиксация результатов и отражение процесса лучевого исследования.
Протокол-инструкция по выполнению исследований, который предназначен для персонала (например, для рентген-лаборантов), может быть оформлен в виде методических рекомендаций на бумаге. Также он может быть представлен в виде компьютерной программы для автоматического выполнения сложных последовательностей создания изображений. Такие алгоритмы чаще встречаются при производстве КТ и МРТ исследований.

## Виды
- Документ с результатами
- КТ-протокол
- МРТ-протокол

### Документ с результатами
По результатам рентгенологического исследования составляется Протокол по форме (согласно приложению N 34 к Правилам).
Протокол оформляется в виде документа на бумажном носителе, заполняется разборчиво от руки или в печатном виде, заверяется личной подписью врача-рентгенолога, проводившего анализ результатов рентгенологического исследования, и (или) с согласия пациента или его законного представителя оформляется в форме электронного документа, подписанного с использованием усиленной квалифицированной электронной подписи врача-рентгенолога, проводившего рентгенологическое исследование.

### КТ-протокол
Протокол КТ — это набор параметров, определяющих конкретные требования к исследованию и введению контрастного вещества.
Вообще говоря, протокол КТ можно разделить на две части: радиологический протокол и технический протокол. Радиологический протокол — это «тип» КТ-исследования, который лучше всего соответствует клиническому вопросу и состоянию пациента. После того, как протокол будет определен квалифицированной стороной, будет обсуждено, как именно будет выполняться сканирование с технической точки зрения.
Протоколы КТ по большей части не являются стандартизированной единицей радиологии. Независимо от того, находитесь ли вы в больнице или в другой стране, в каждом учреждении будет свой набор протоколов КТ.

### МРТ-протокол
Протоколы МРТ представляют собой комбинацию различных последовательностей МРТ, предназначенную для оптимальной оценки определенного участка тела и/или патологического процесса.
Существует несколько общих принципов разработки протоколов для каждой области. Однако особенности протокола зависят от аппаратного и программного обеспечения МРТ, предпочтений рентгенолога и специалиста, факторов пациента (например, аллергия) и временных ограничений.

#### Внедрение протоколов преследует три основные цели
- повышение качества диагностики;
- обеспечение постоянства качества сканирования;
- эффективное и действенное оказание радиологических услуг.

Также хорошей практикой является регулярное рассмотрение протоколов департаментов или учреждений.